# Стримайтис, Вячеслав Францевич
Вячесла́в Фра́нцевич Стрима́йтис (29 августа 1929, Ленинград — 8 марта 1983, там же) — советский художник-плакатист, график, живописец, член Ленинградского отделения Союза художников РСФСР.

## Биография
Родился 29 августа 1929 года в г. Ленинграде.
В детстве учился в Ленинградском доме художественного воспитания детей (ЛДХВД).
С 1947 года по 1951 год учился в Ленинградском художественно-педагогическом училище. С 16 августа 1951 года по 1 февраля 1952 года работал преподавателем рисования и черчения в 5-10 классах лесогорской средней школы.

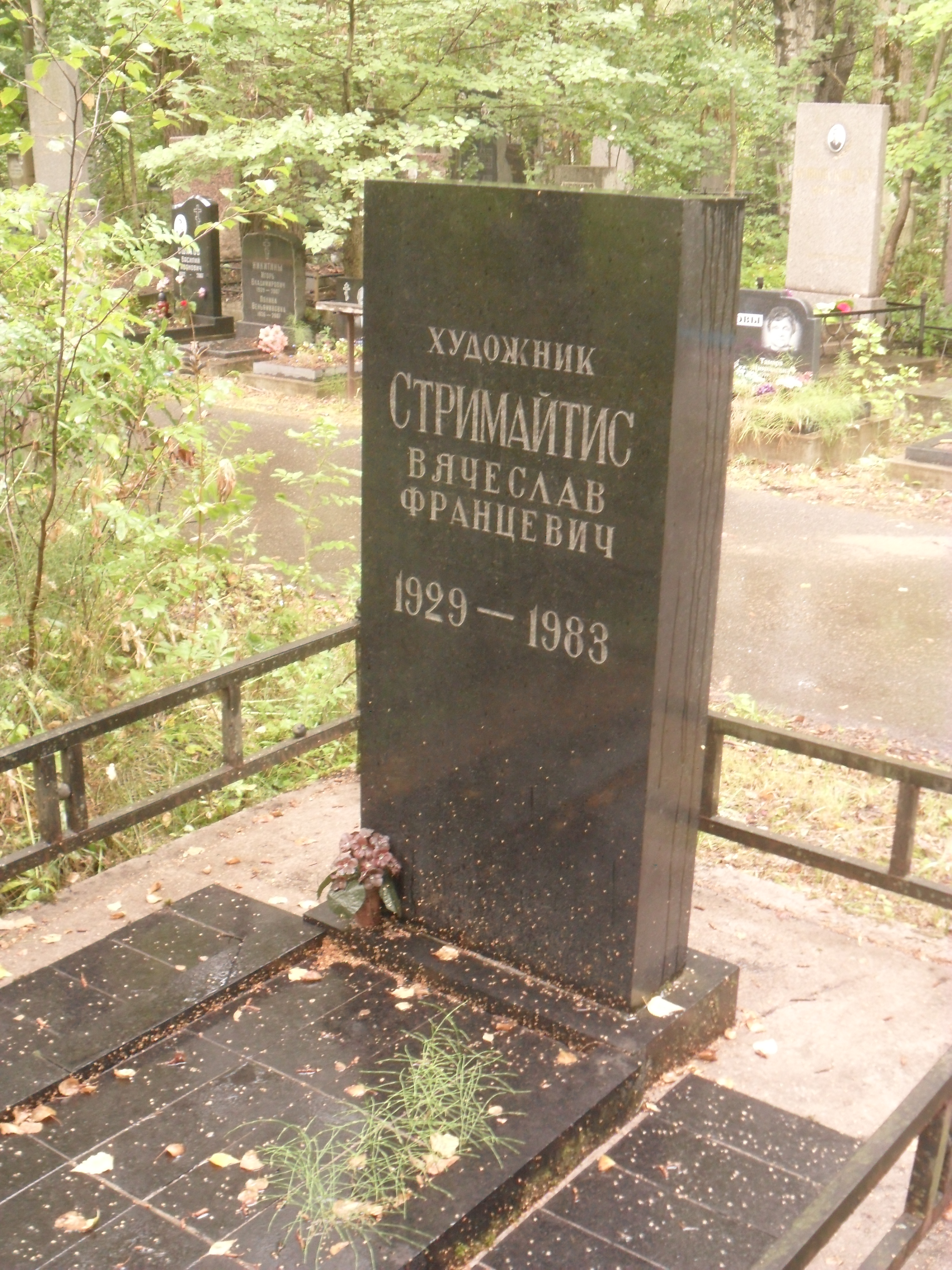
Могила Стримайтиса на кладбище Памяти жертв 9 января в Санкт-Петербурге.

В 1955 году поступил в Московский полиграфический институт на художественное отделение и с отличием окончил его в 1961 году по специальности «художник печатной продукции». Дипломный проект выполнен на тему «Оформление книги Алексея Алексеевича Дорохова „Карлики и великаны“».
В 1957 году работал в Государственном Союзном научно-исследовательском институте в должности техника. С 1963 года работал в составе Художественного совета в Художественно-оформительском комбинате ленинградского отделения Художественного фонда РСФСР в области плаката и промышленной графики.
С 1975 до последних дней жизни являлся членом Музейно-выставочного Совета ЛОСХа.
В 1976 году стал членом Ленинградского отделения Союза художников РСФСР.
Скончался 8 марта 1983 года в г. Ленинграде. Похоронен на кладбище «Памяти жертв 9-го января».

## Творчество
В 1961 году «в числе ленинградских художников-энтузиастов, ищущих образное начало, созвучное современности в новом понимании задач оформительского искусства», В. Ф. Стримайтис начал работать в области плаката.

Художники-оформители считают, что именно Стримайтис создал школу ленинградских плакатистов в области технической пропаганды.— И.Чижова, искусствовед
С 1975 года, являясь членом Музейно-выставочного Совета ЛОСХа, работал над проектами экспозиций музеев и выставок В Москве и Ленинграде. Оформлял наиболее значительные выставки, организуемые в Центральном выставочном зале ЛОСХ. Среди них — «Выставка, посвящённая 110-летию со дня рождения В. И. Ленина», «Петербург-Петроград-Ленинград в изобразительном искусстве», «Наш современник» (Посвящённая 25-му съезду КПСС), «Мы строим коммунизм», «Осенняя — 1981 г.», «КПСС в борьбе за мир» (Выставка плаката, посвящённая 75-летию со дня рождения Л. И. Брежнева). С 1969 года по 1981 год, совместно с художниками Л. Маца и В. Кирюхиным, работал над созданием новой экспозиции Ленинградского филиала Центрального музея В. И. Ленина.

Вячеслава Францевича Стримайтиса «…называли „генератором идей“. Он считал, что каждый плакат должен будоражить мысли и чувства зрителей.»— И.Чижова, искусствовед
На протяжении всех лет в работе над плакатами В. Ф. Стримайтису помогало его увлечение живописью. «Технические, театральные и киноплакаты сопровождались множеством вариантов-эскизов, показывающих настойчивое стремление автора к созданию образа. Он искал остроту композиции, лаконизм формы, чёткость цвета — все качества, необходимые для рекламного плаката. При динамизме пластической формы, точности графического рисунка он никогда не терял колористического чувства.»
За оформление наиболее значительных выставок, творческие и производственные успехи неоднократно награждался почётными грамотами от Главного Управления Культуры Исполкома Ленгорсовета, Ленинградской Организации Союза художников РСФСР, Комбината Живописно-оформительского искусства Ленинградской Организации Художников-оформителей РСФСР.
Плакаты, посвящённые кинофильмам, выполнялись по заказу Госфильмофонда СССР и выставлялись как реклама новых кинофильмов на улицах Санкт-Петербурга. Технические плакаты выполнялись по заказам предприятий и выставлялись на предприятиях. Авторские плакаты и макеты музейных и выставочных экспозиций Вячеслава Францевича Стримайтиса были представлены на многих выставках.
В 2003 году 30 авторских плакатов художника были приобретены Государственным музеем истории Санкт-Петербурга по решению музейной фондово-закупочной комиссии.

## Избранные плакаты

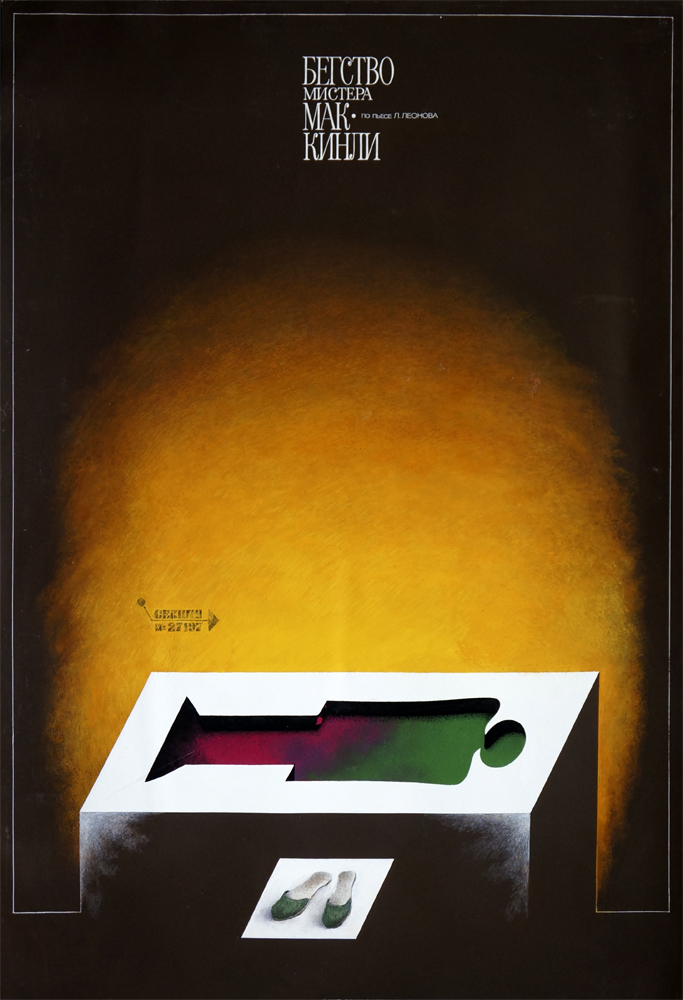
Киноплакат «Бегство мистера Мак-Кинли»
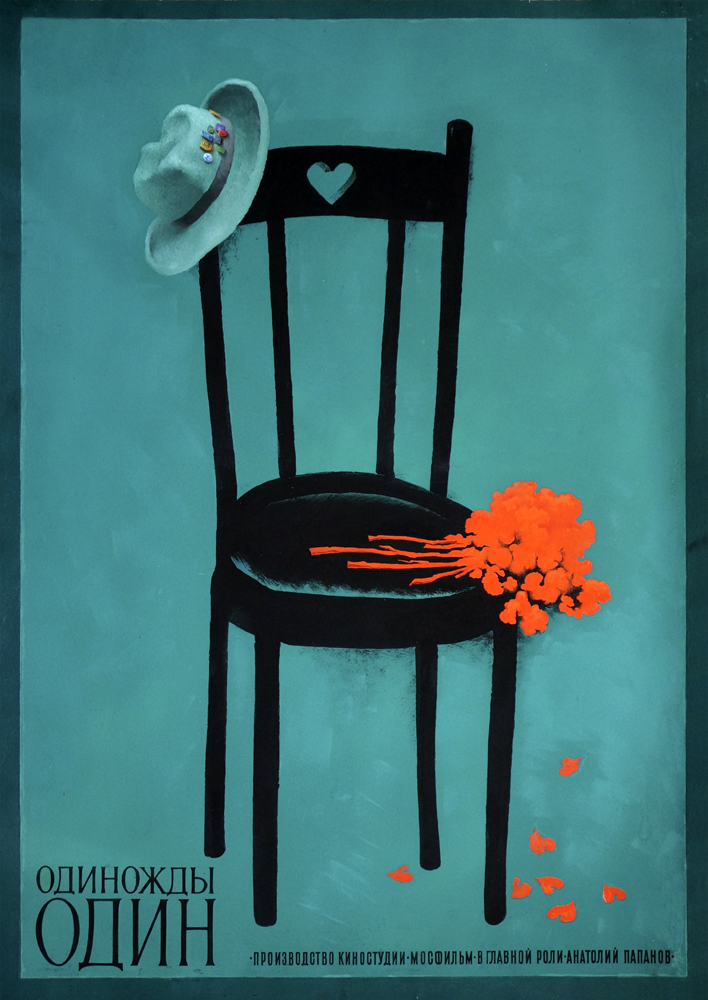
Киноплакат «Одиножды один»
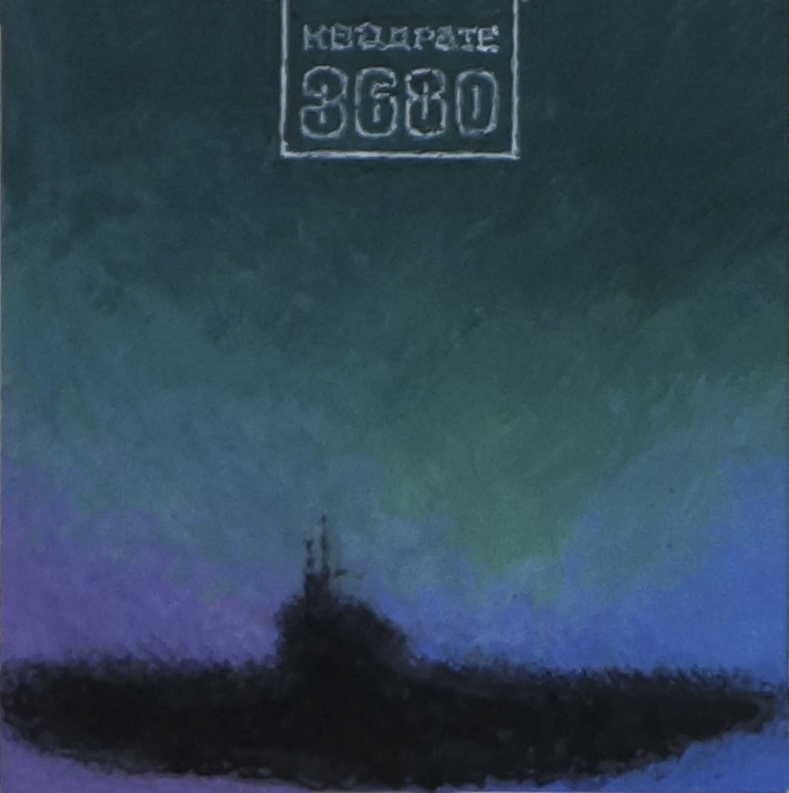
Киноплакат (эскиз) «Квадрат 3680»
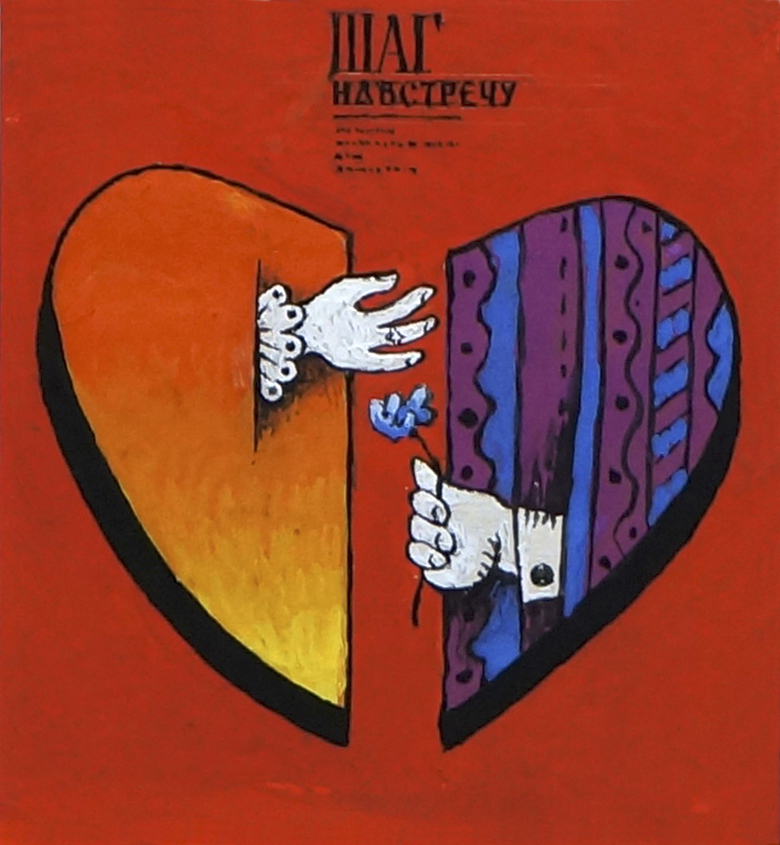
Киноплакат (эскиз) Шаг навстречу
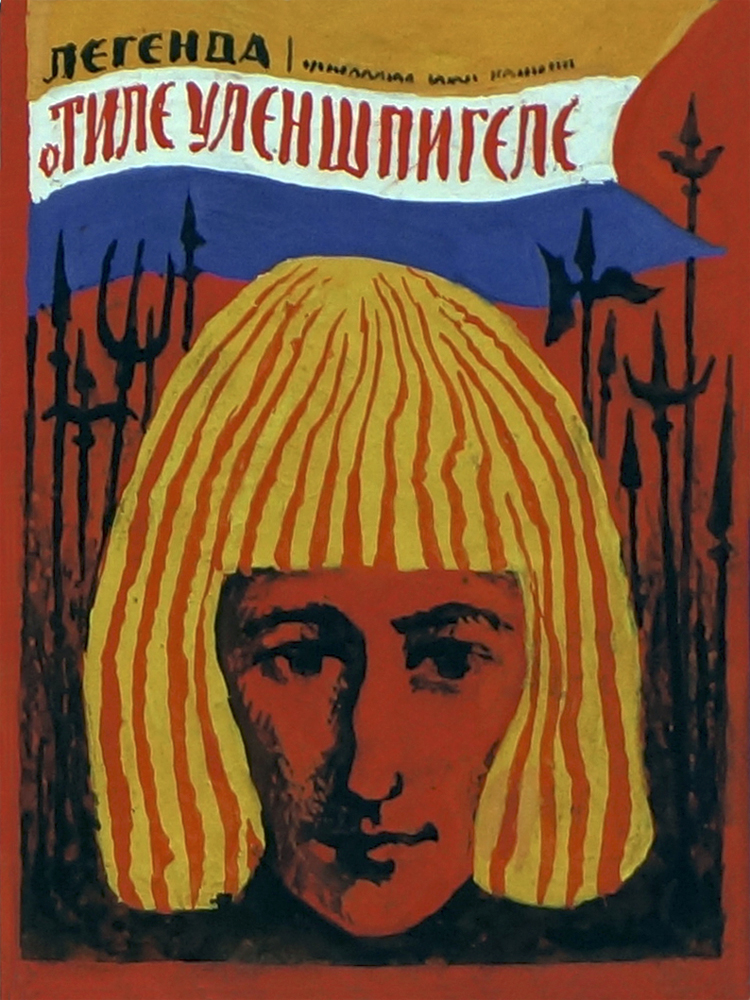
Киноплакат (эскиз) «Легенда о Тиле Уленшпигеле»
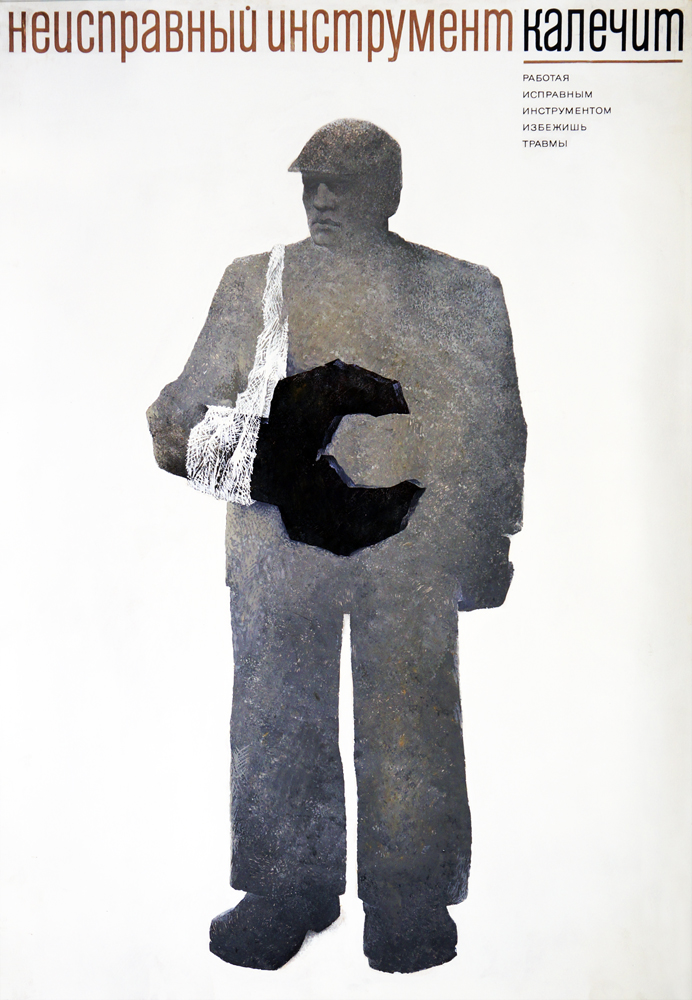
Технический плакат «Неисправный инструмент калечит»
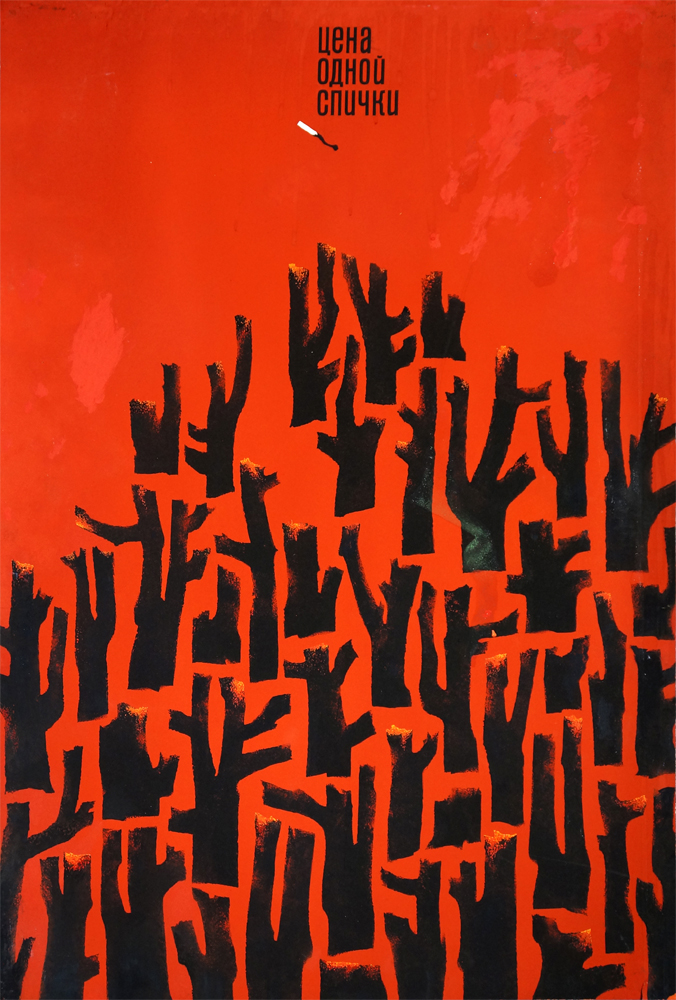
Технический плакат «Цена одной спички»
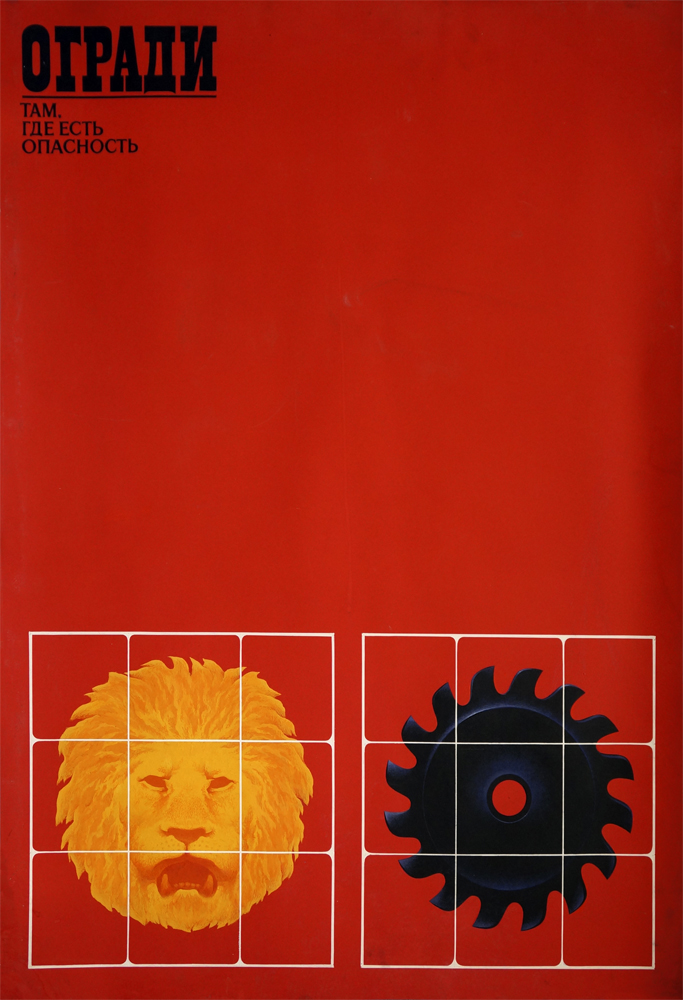
Технический плакат «Огради там, где есть опасность»
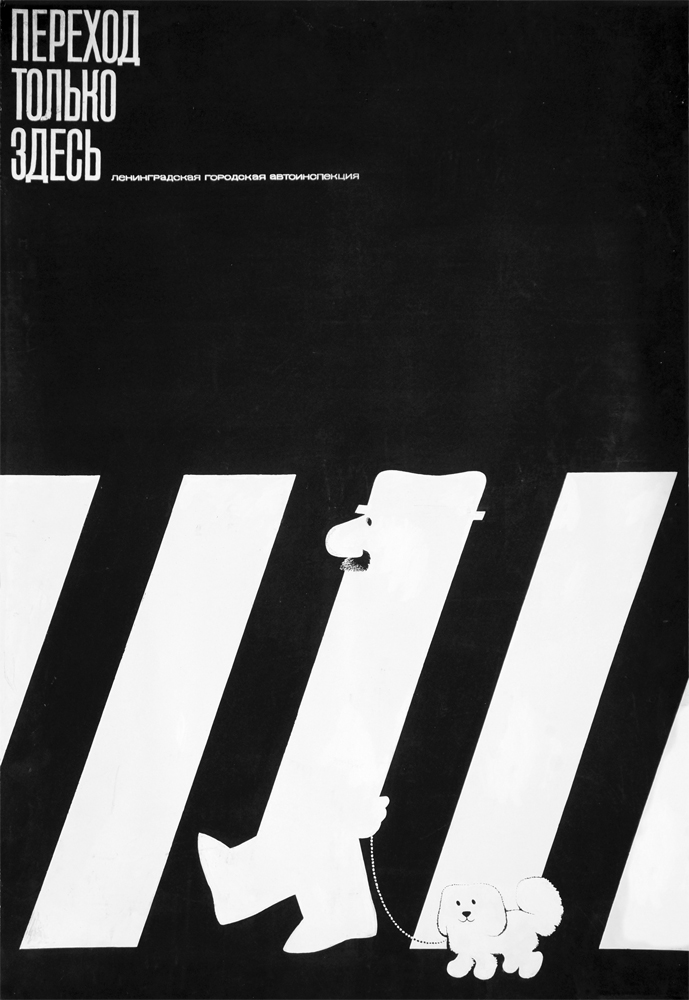
Технический плакат «Переход только здесь»
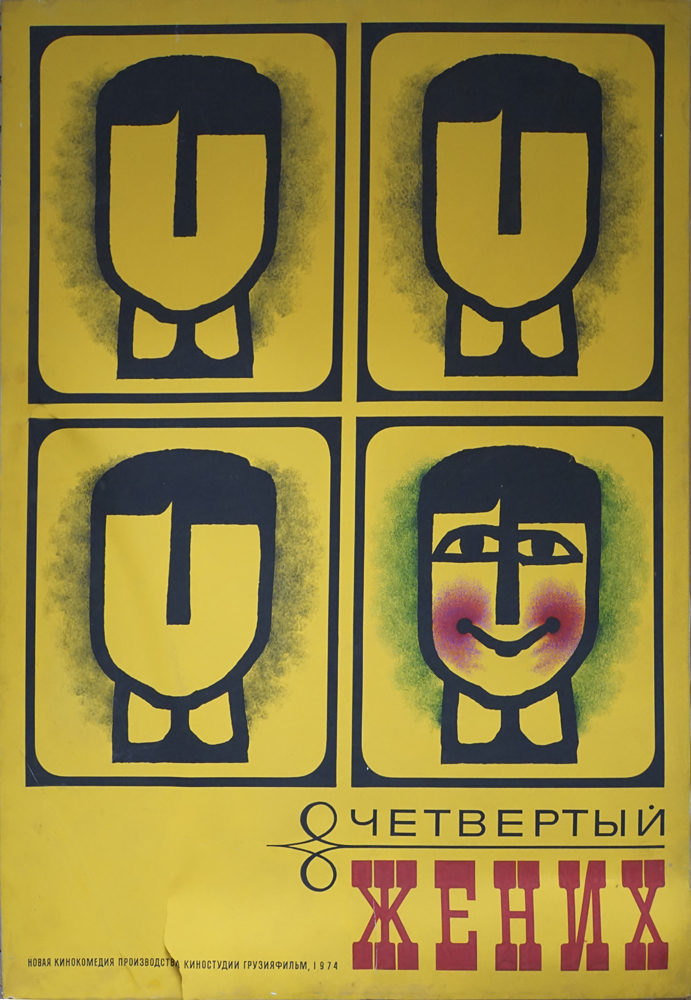
Киноплакат «Четвёртый жених»
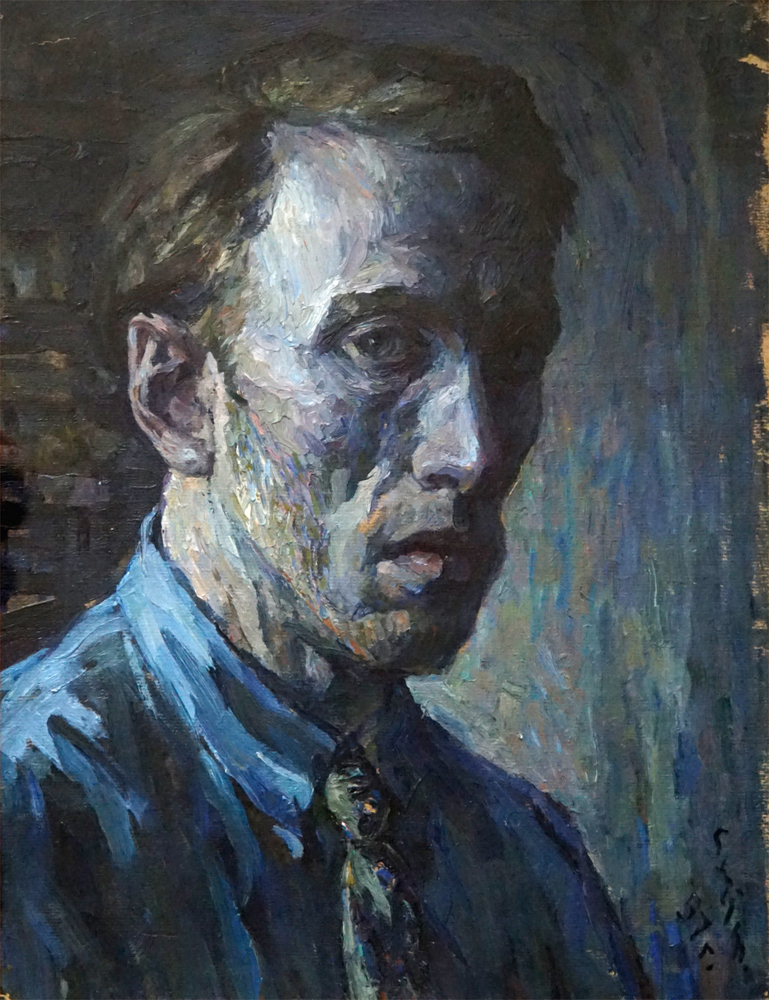
Автопортрет

## Список авторских плакатов
| Киноплакаты | Технические плакаты |
| --- | --- |
| - Бегство мистера «Мак-Кинли». Киноплакат, темпера, 100×70, 1978 г. - Белый Бим — чёрное ухо. - Блокада. - Вдовы. - Вей ветерок. - Воздухоплаватель. - Вокзал на двоих. - Вооружён и очень опасен. - Города и годы. - Горожане. - Дела сердечные. - Дерсу Узала. - Доверие. - Дочки-матери. - Ещё не вечер. - Живите в радости. - Жизнь полководца Фабрициуса. - Земляки. - И другие официальные лица. - Ищу свою судьбу. - Каждый день после работы. - Как Иванушка-дурачок за чудом ходил. - Квадрат 3680. - Кентавры. - Кио. - Легенда о Тиле Уленшпигеле. - Мелодии белой ночи. - Мимино. - Молчание доктора Ивенса. - Не может быть. - Небо со мной. - Ночь над Чили. - Обратная связь. - Одиннадцать надежд. - Одиножды один. Киноплакат, темпера, 100×70, 1974 г. - Опознание. - Освенцим. - Папы и мамы. - Поворо. - Повесть о неизвестном актёре. - Поворот. - Под каменным небом. - Позови меня в даль светлую. - Право на защиту. - Родина солдата. - Романс о влюблённых. - Рябина ягода нежная. - С тобой и без тебя. - Семья Ивановых. - Сентиментальный роман. - Синяя птица. - Сказ про то, как царь Пётр арапа женил. - Сладкая женщина. Киноплакат, темпера, 100×70, 1979 г. - След на Земле. - Слёзы капали. - Служебный роман. - Собственное мнение. - Солдаты свободы. - Соло для слона с оркестром. - Ты мне, я тебе. - Фронт без флангов. - Цирк. - Четвёртый жених. Киноплакат, темпера, 100×70, 1974 г. - Шаг навстречу. - Экспресс. - Ярославна, королева Франции. - Эволюция. | - Береги глаза Запасных не найдёшь. - Береги лес от пожаров. - Береги себя, устойчиво укладывай детали. - Ветер 6 баллов — немедленно прекрати работу. - Во время работы не отвлекайся. - Вовремя обработай травму. - Европа XX век. Кардиограмма. - Едкая щёлочь. - Запомни цвета баллонов. - Запрещается. - Здесь курить можно. - Исполняй только свою работу. - Исправный вентилятор — свежий воздух. - Каждому грузу свой строп. Темпера, 100×70, 1972 г. - Каска, как панцирь. - Кислоты, щёлочи и другие едкие жидкости не засасывай. - Курить только здесь. - На работе думай о работе. - Направляй строп. - Напряжение. - Насосался. - Не включать — работа на линии. - Не загромождай лестничных проёмов. - Не замасли — опасно. - Не стой под грузом. - Не теряй многоцветие мира — береги зрение. - Неисправный инструмент калечит. Темпера, 100×70, 1978 г. - Нейлон. - Непосильный груз грозит здоровью. - Оберегай баллоны от ударов. - Обратись в медпункт. - Огради там, где есть опасность. Темпера, 100×70, 1975 г. - Ограждай. - Опасно — не подлезай под вагонами. - Осторожно на верху ведутся работы. - От игры до беды один шаг. - Папа будь внимателен на работе. - Вначале вода потом кислота. - Пентаграмма «Рыбпром». (Кит. На красном фоне). - Пентаграмма «Рыбпром». (Скалярии. На синем фоне). - Пентаграмма Инрыбпром. - Пентаграмма к выставке Рыбпром «Бочка с рыбой». - Пентаграмма к выставке Рыбпром «Сети». - Переход на судно только по трапу. - Переходи только здесь. Темпера, 100×70, 1979 г. - Плохой инструмент злее зверя. - Пожар. - Покупайте Ленинградскую булочку. - Пользуйся исправной лестницей. - Помоги начинающему. - При работе кузова-самосвала подставляй подпорку. - При сварке применяй светофильтры. - При травме обращайся в медпункт. - При швартовке не зевай — гляди в оба. - Применяй защитные средства. - Приобретайте лотерейные билеты. - Произведения искусства украсят ваш быт. - Работай осторожно с краской. - Работай только с ограждением. - Работал без предохранительного пояса. - Работая под током — проверь защитные средства. - Следи за манометром. - Соблюдай чистоту рабочего места. - Социализм и мир неразделимы. Темпера, 100×70, 1975 г. - То игры до беды один шаг. - Только одна рюмка. - Тормозил рукой. - Трап не горка. - Туризм — это увлекательный полезный отдых. Темпера, 100×70, 1979 г. - Уйди из цепного ящика, работает цепь. - Цена одной спички. Темпера, 100×70, 1975 г. - Чистота твой союзник. - Эдуард Криммер. К прощальной выставке. 1976 г. |

## Избранные живописные работы

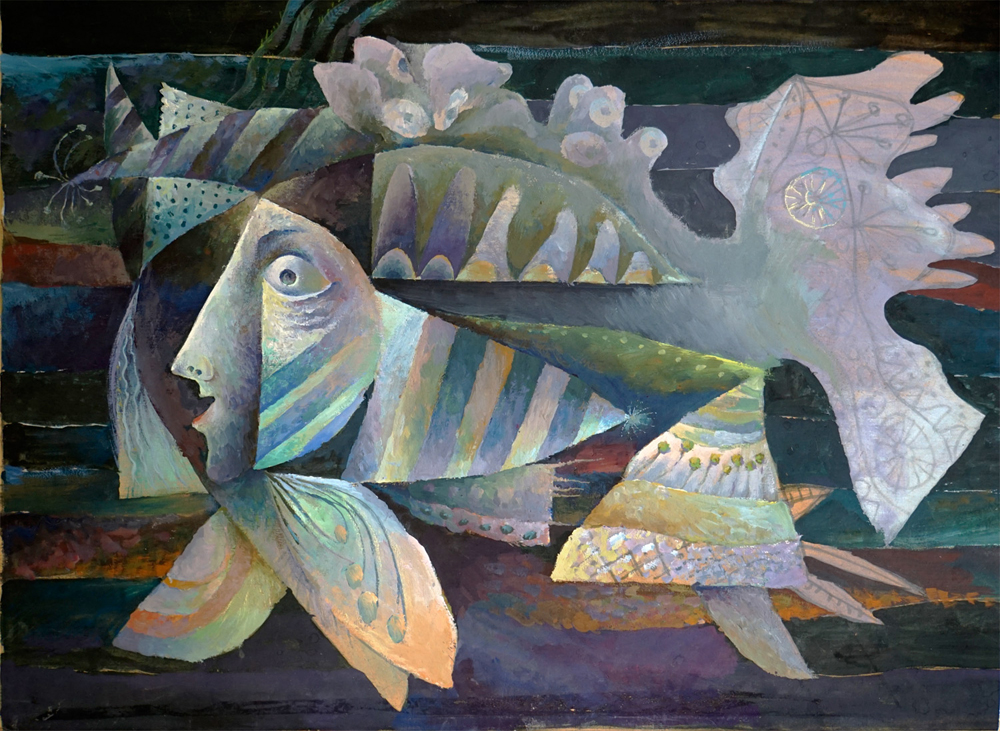
«Рыба». Картон, Темпера. 1982 г.
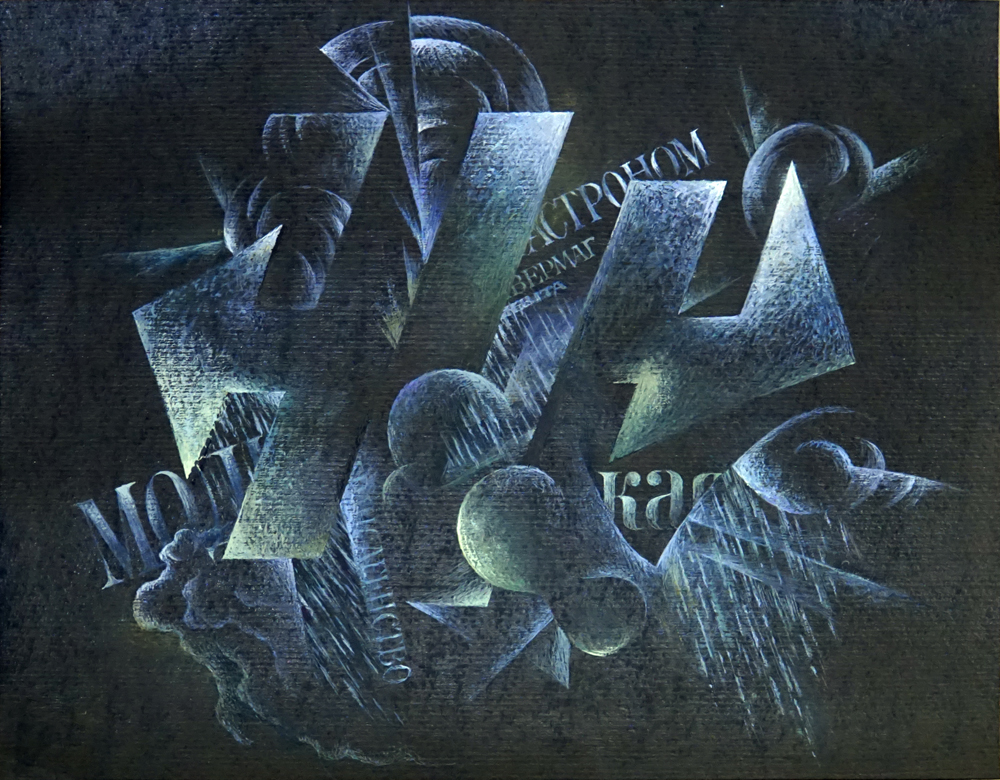
«Без названия». Картон, темпера. Б.г.
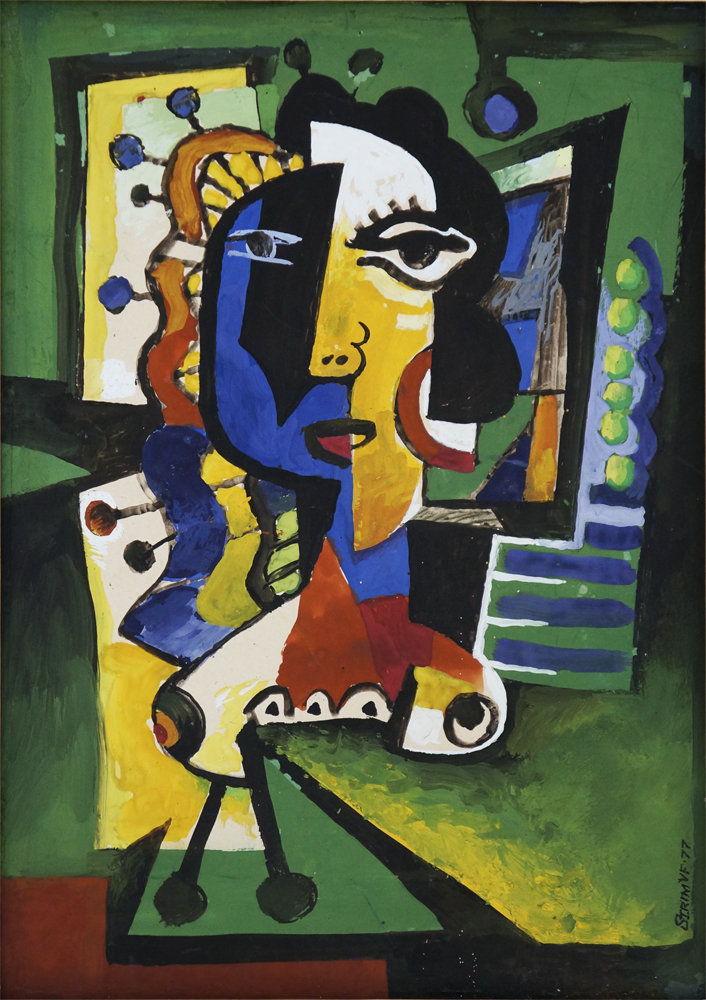
«Женский портрет». Картон, темпера. 1977 г.
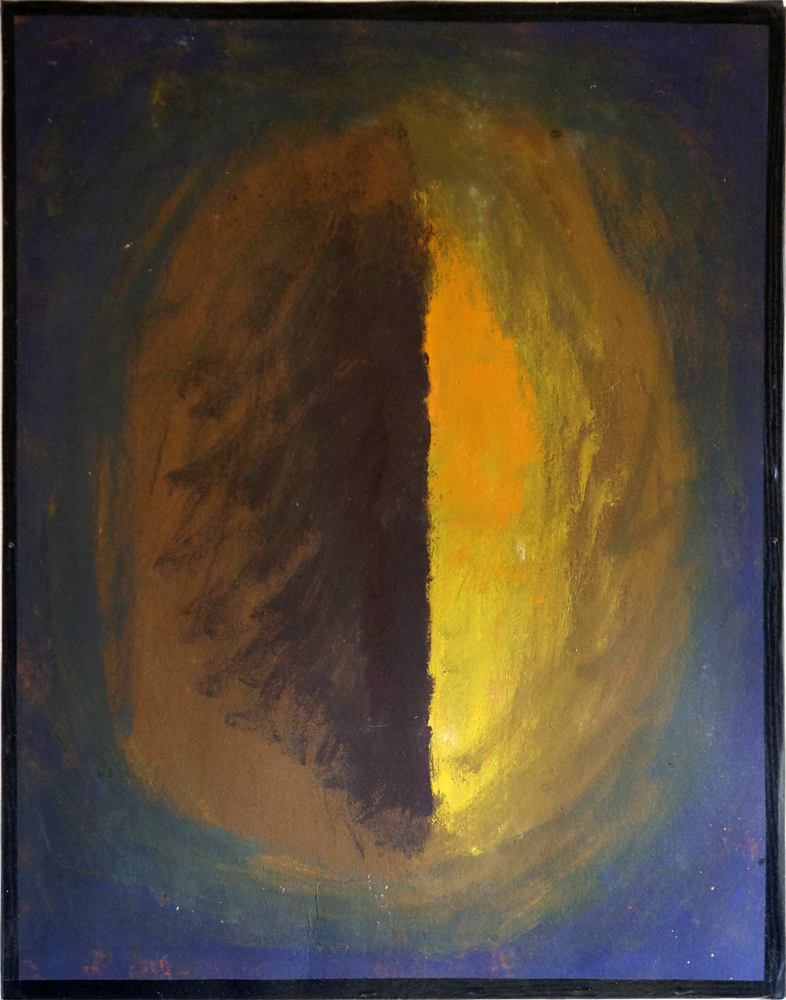
«Надежда». Картон, темпера. Б.г.
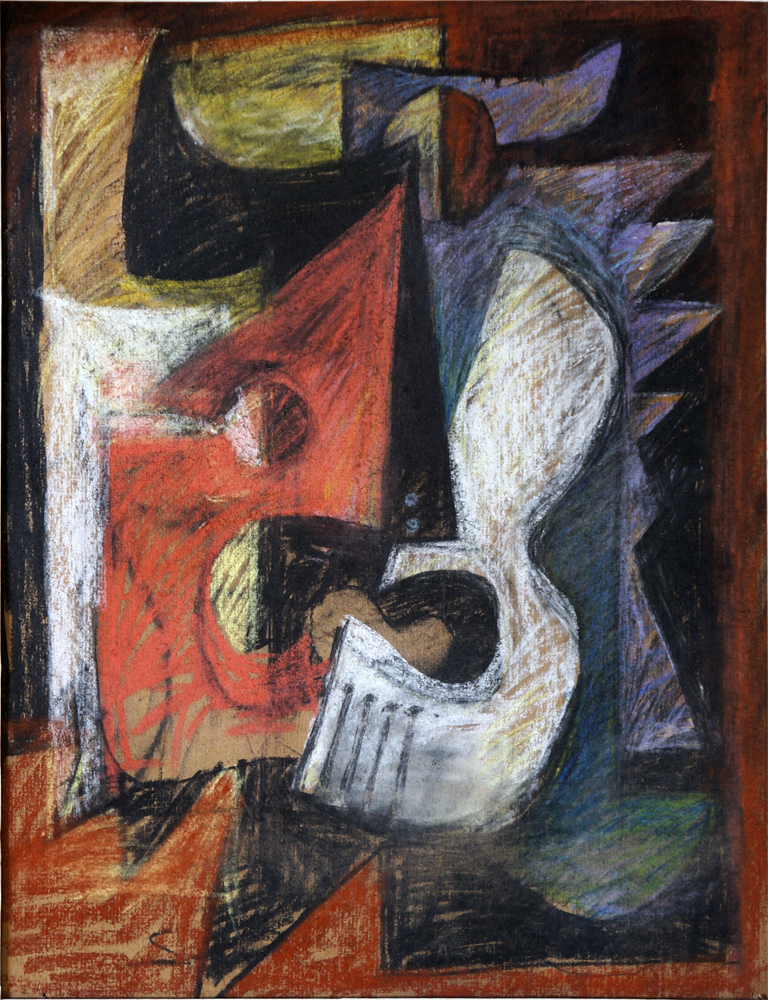
«Воспоминание о драке кошки с галками». Картон, темпера. Б.г.
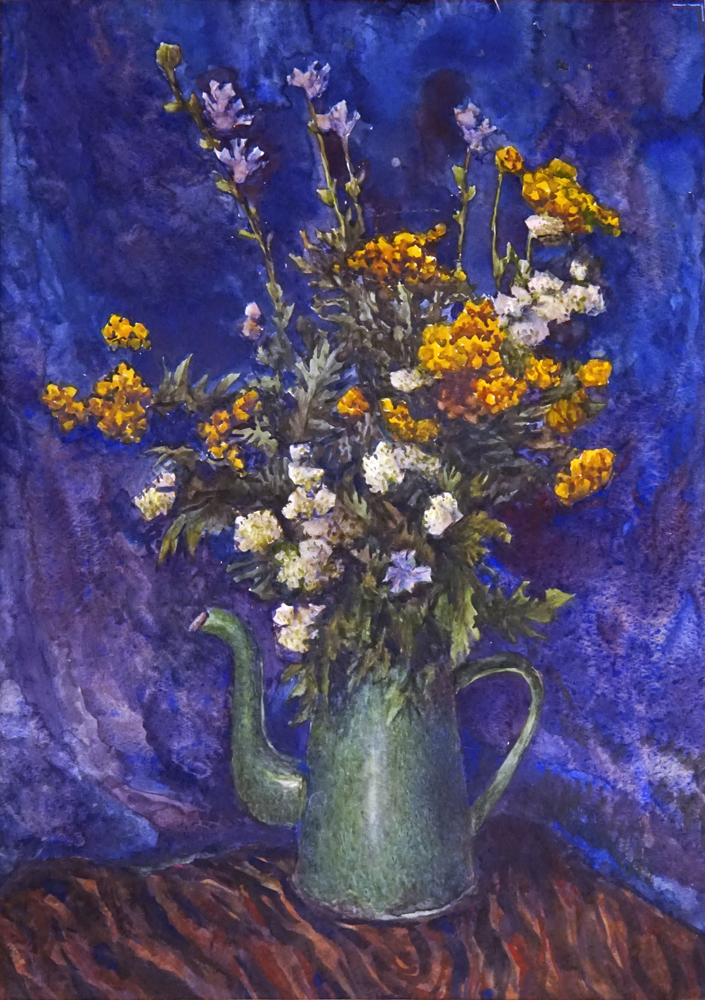
«Натюрморт с пижмой». Бумага, акварель. 1979 г.
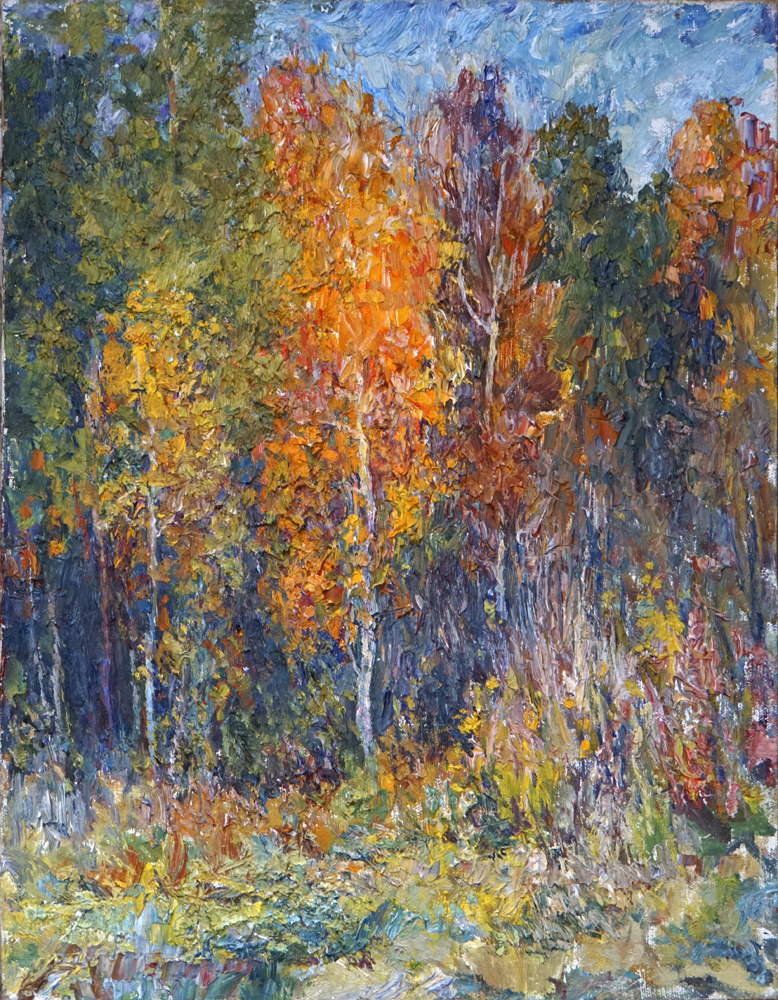
«Осенний день». Холст, масло. 1982 г.
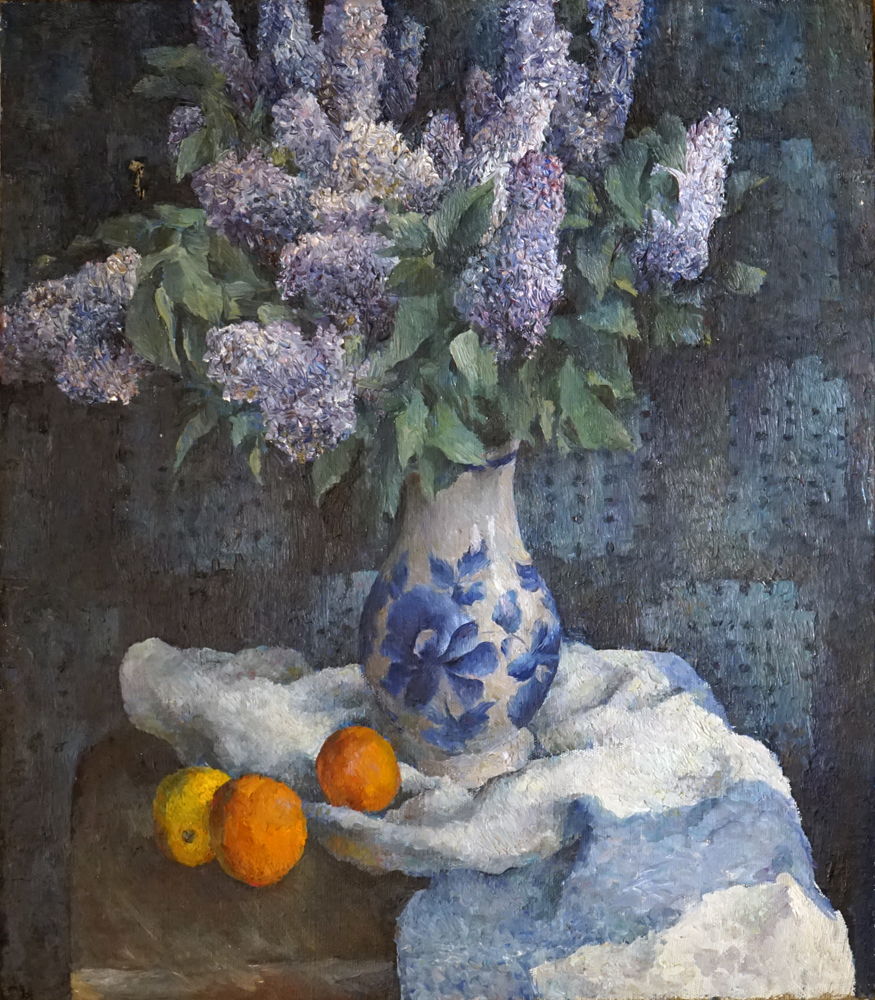
«Сирень». Холст, масло. 1981 г.
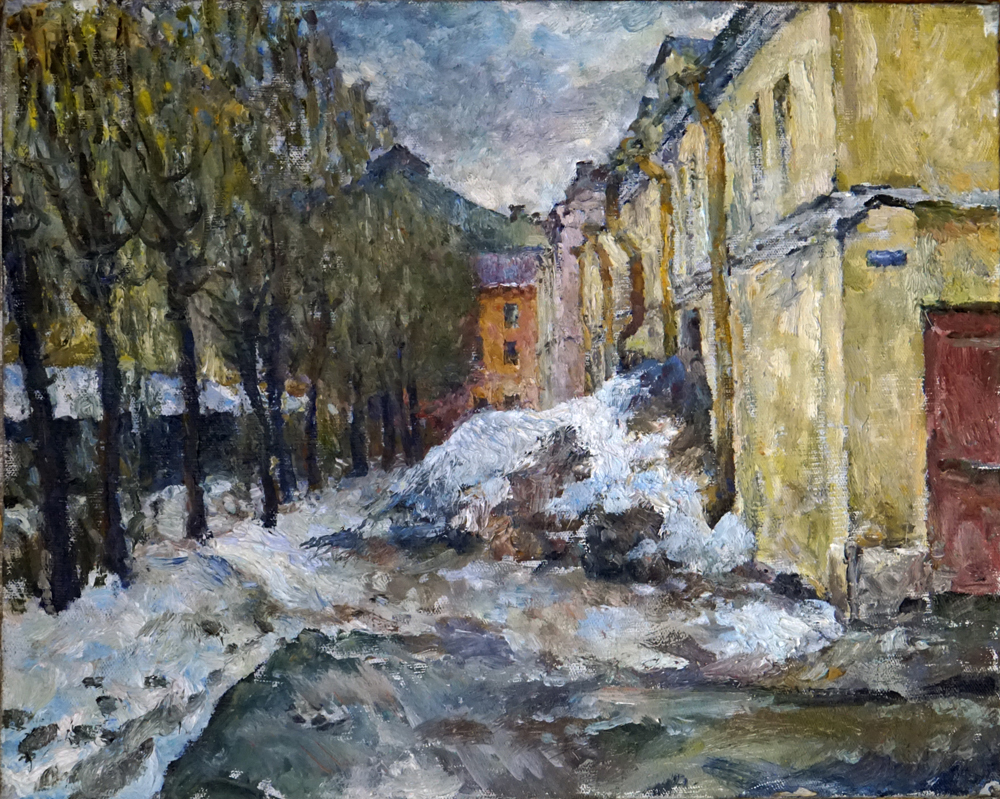
«Апраксин двор». Холст, масло. 1981 г.
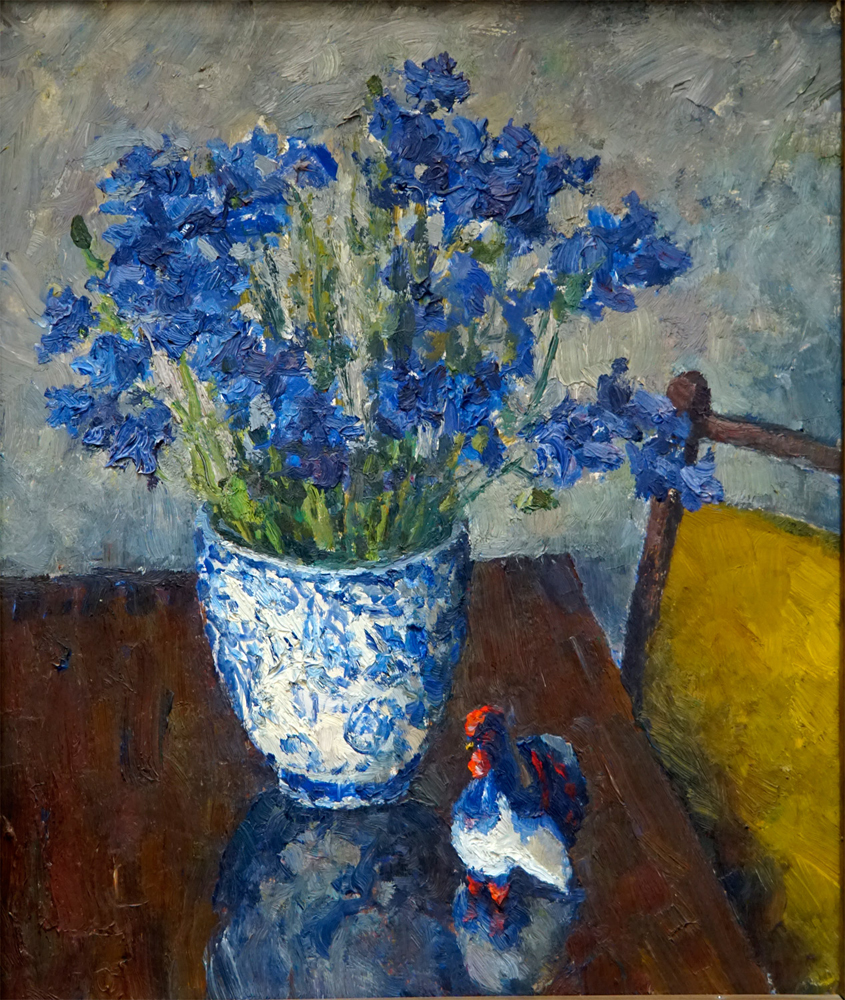
«Натюрморт со стулом». Холст, масло. 1979 г.
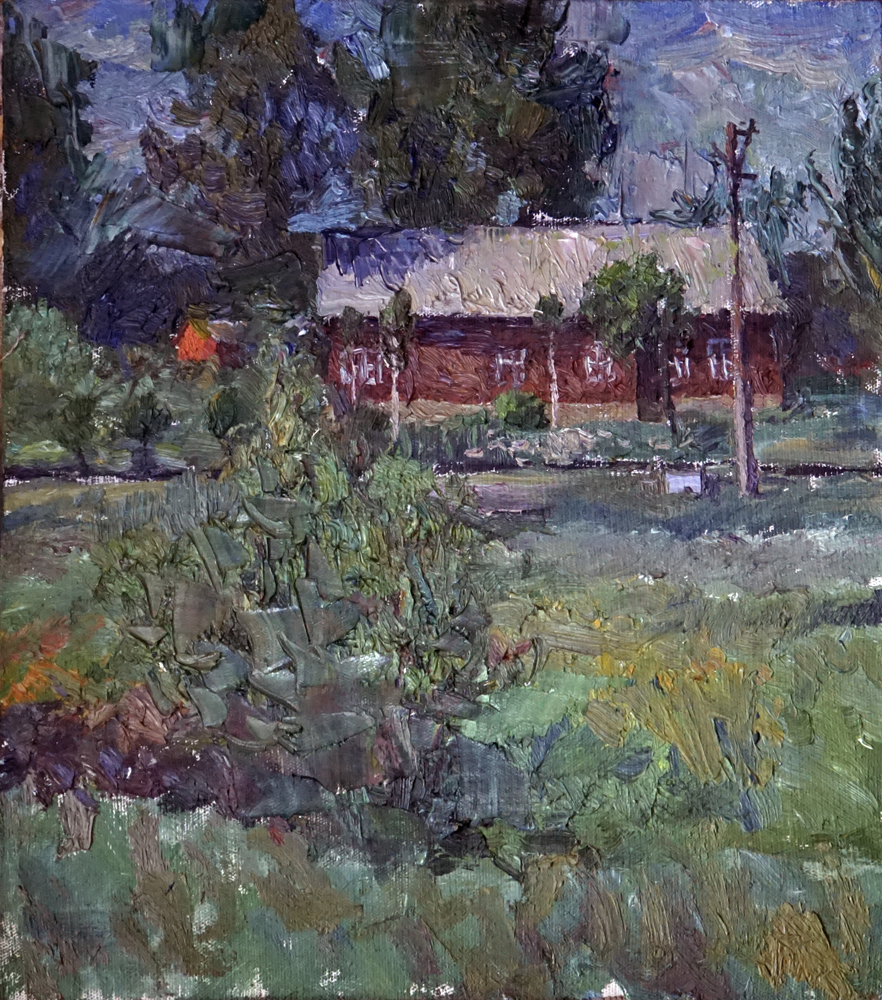
«Полустанок. 45 км». Холст, масло. 1982 г.
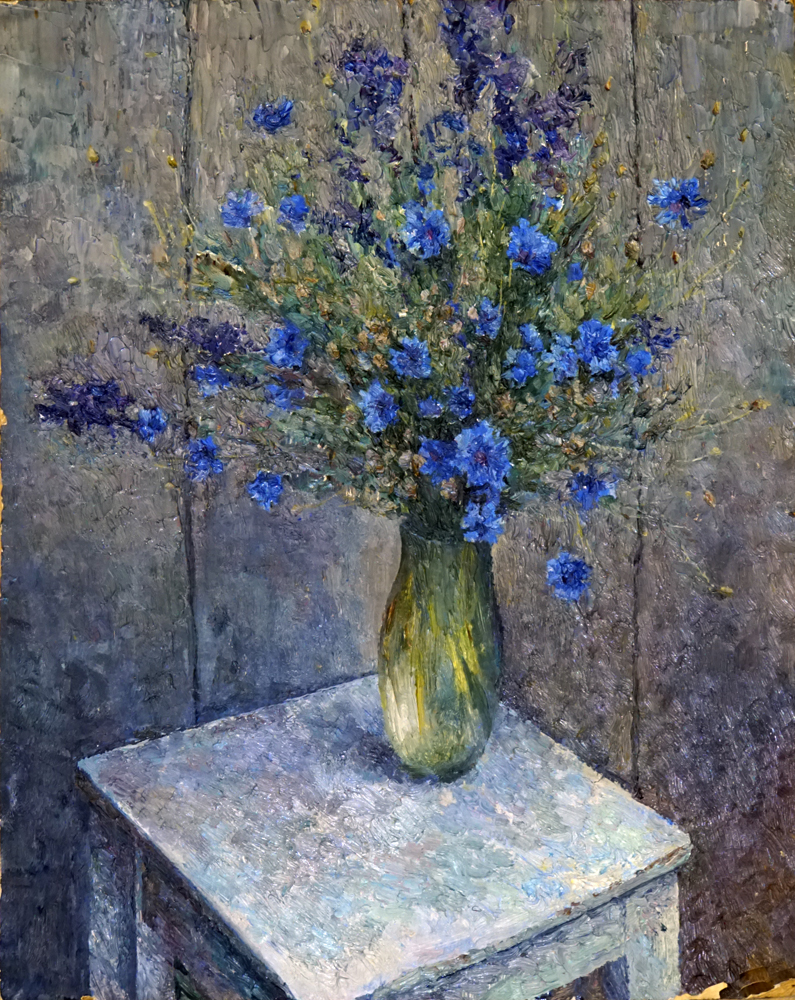
«Васильки». Холст, масло. 1980 г.
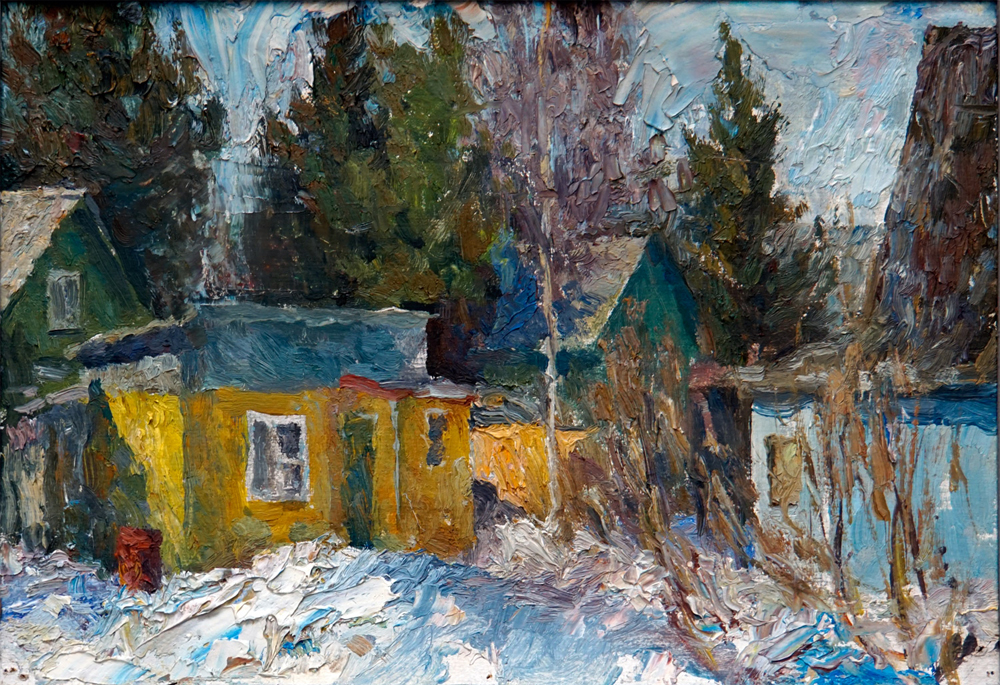
«Ранняя весна». Холст, масло. 1980 г.
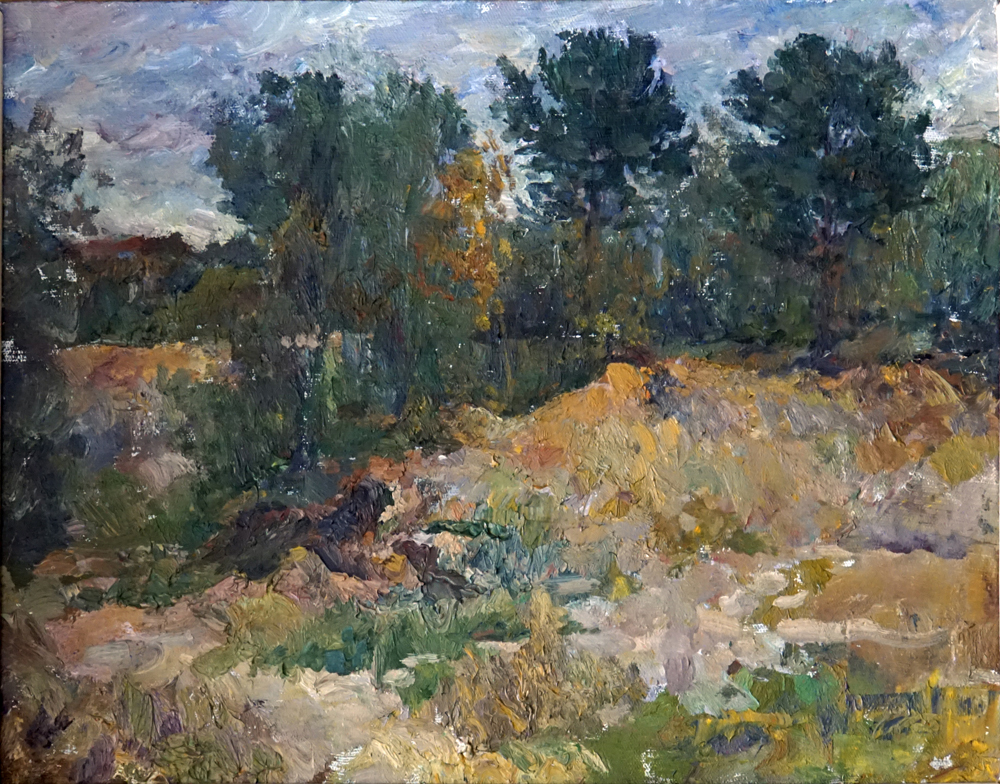
«Песчаный карьер». Холст, масло. 1982 г.
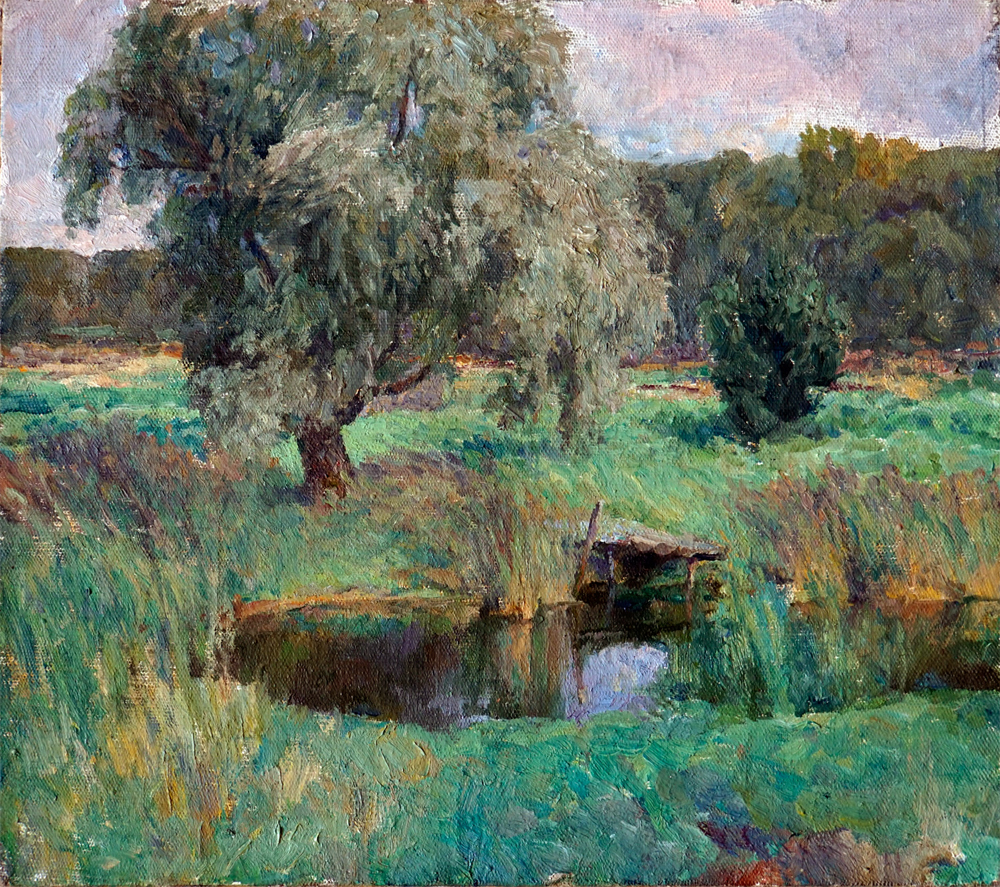
«Озерко. Старая Русса». Холст, масло. 1982 г.
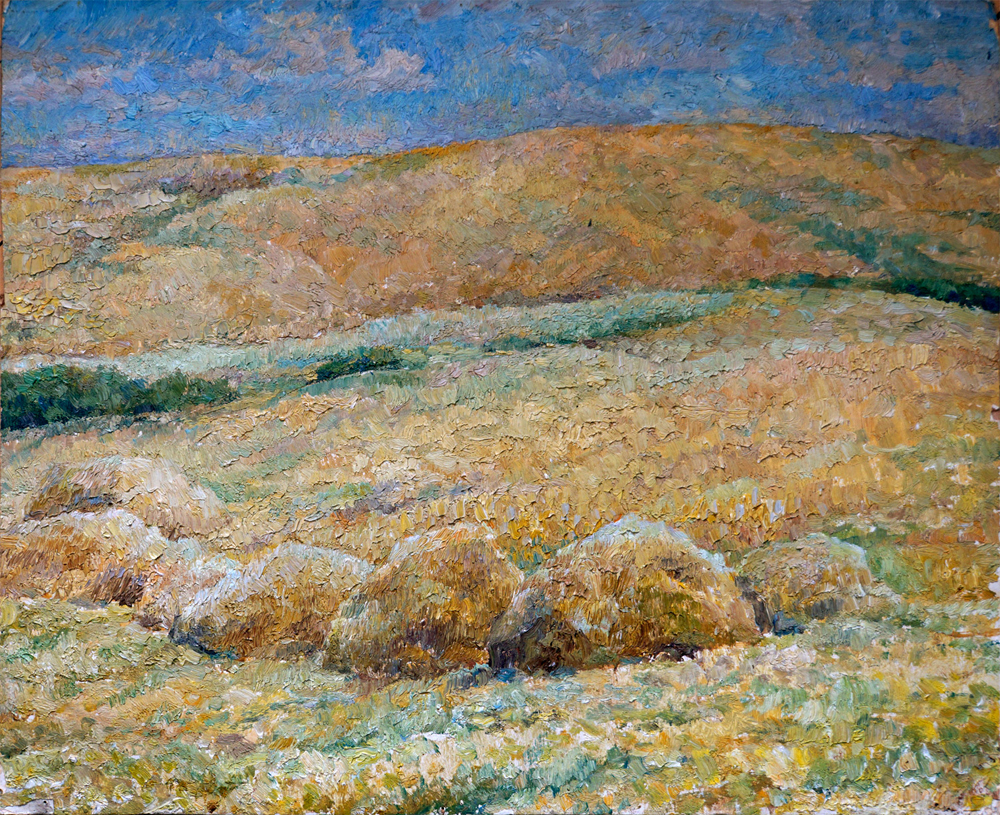
«Хлебное поле. Пушгоры». Холст, масло. 1980 г.
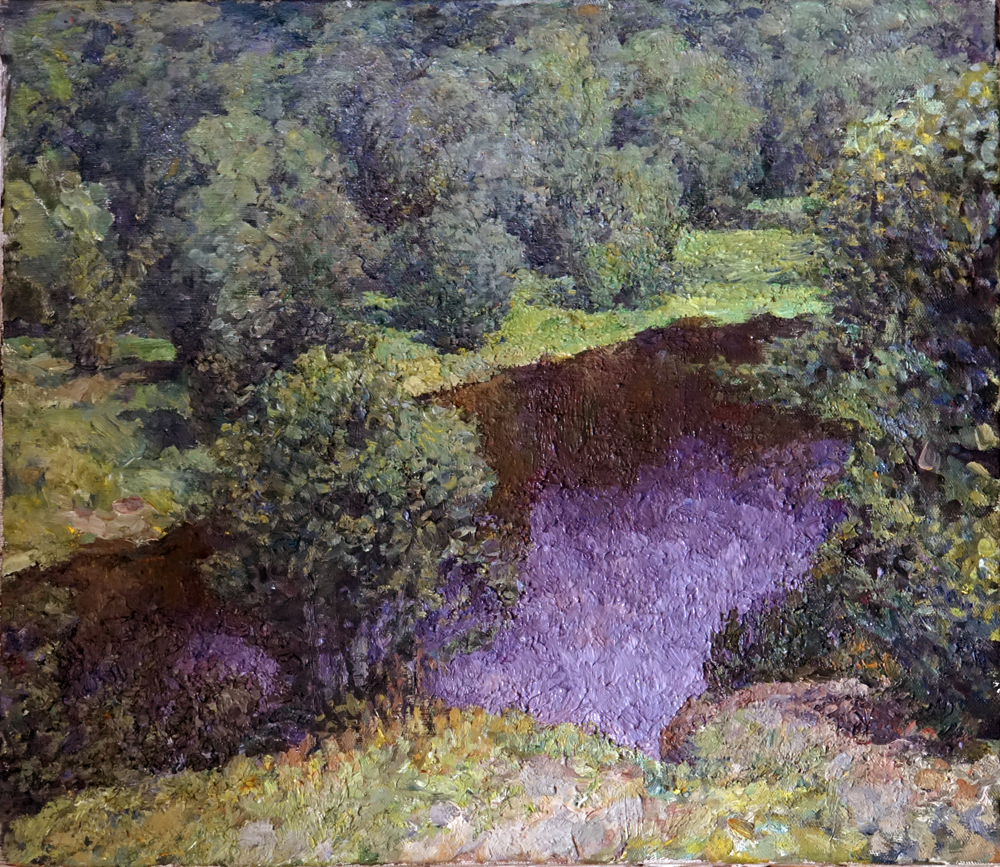
«Пейзаж». Холст, масло. Б.г.
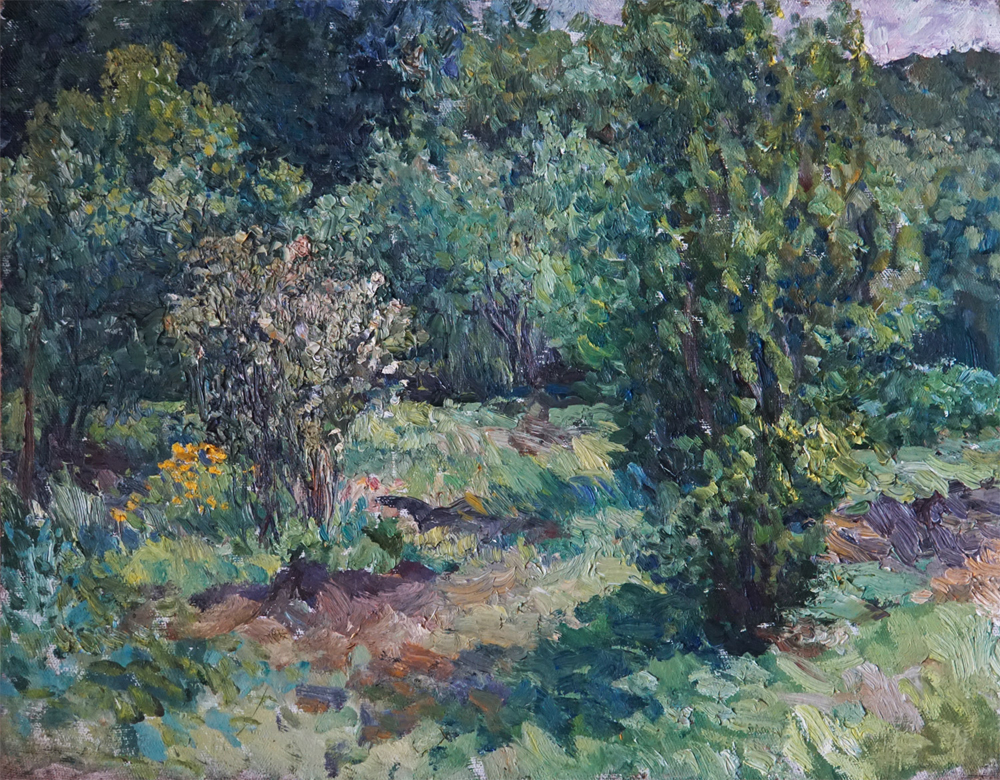
«Сад». Холст, масло. 1980 г.
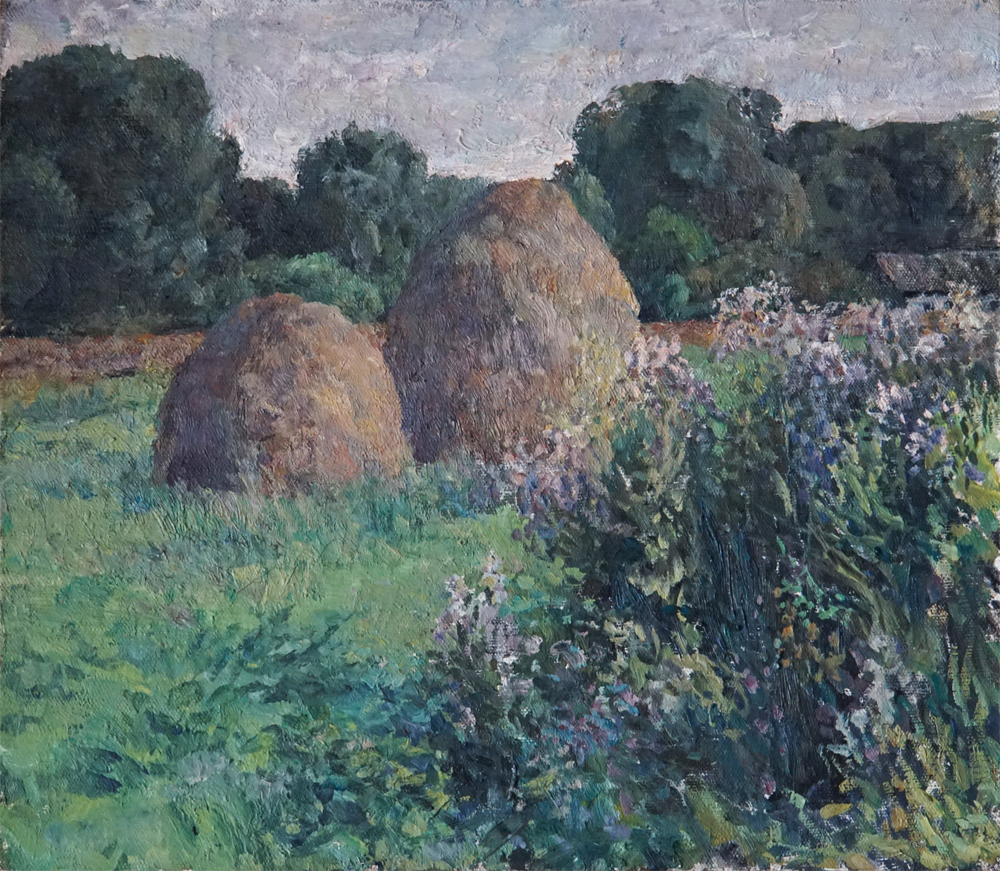
«Пейзаж». Холст, масло. Б.г.
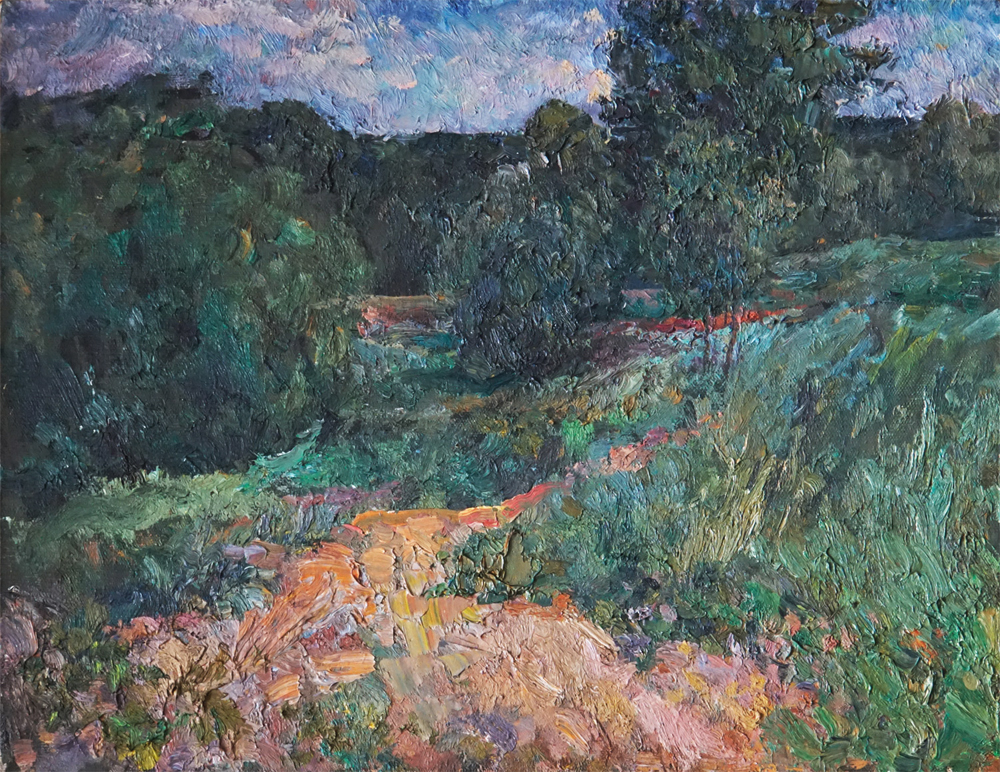
«Пейзаж». Холст, масло. Б.г.
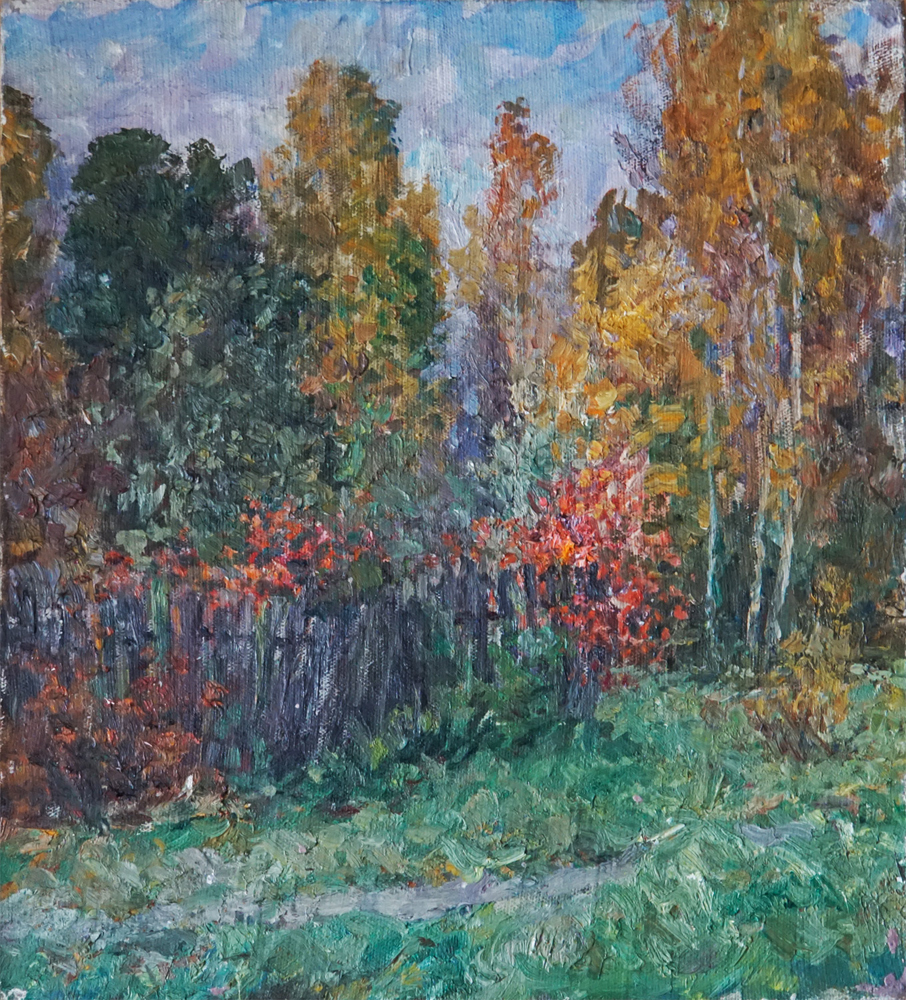
«Старая Русса». Холст, масло. 1982 г.

## Список некоторых живописных полотен
1. Ветреный день. Холст, масло. 1978 г.
2. Натюрморт с овощами. Холст, масло. 1978 г.
3. Натюрморт со стулом. Холст, масло. 1979 г.
4. Фарфоровая ваза. Холст, масло. 1979 г.
5. Натюрморт с пижмой. Холст, масло. 1979 г.
6. Натюрморт с яблоками. Холст, масло. 1979 г. (76×41).
7. Ранняя весна. Холст, масло. 1980 г.
8. Хлебное поле. Пушгоры. Холст, масло. 1980 г.
9. Натюрморт. Васильки. Холст, масло. 1980 г.
10. Сирень. Холст, масло. 1981 г.
11. Апраксин двор. Холст, масло. 1981 г.
12. На карьере. Холст, масло. 1982 г.
13. Полустанок. 45 км. Холст, масло. 1982 г.
14. Старая Русса. Холст, масло. 1982 г.
15. Озерко. Старая Русса. Холст, масло. 1982 г.
16. Песчаный карьер. Холст, масло. 1982 г.
17. Осенний день. Холст, масло. 1982 г.
18. Сад. Холст, масло. 1982 г.
19. Железо. Холст, масло. 1983 г. (92,5×100,5).
20. Черёмуха. Холст, масло.
21. Портрет. Холст, масло.

## Участие в выставках
- 1971 год — Выставка декоративно-оформительского искусства. ЛОСХ РСФСР. Ленинград.
- 1972 год — Пятая выставка прикладной графики (Ленинград)[3]

1. Плакат «Каждому грузу свой строп». 1972 г. Б., оттиск. 100×80.
2. Плакат «Каждой поковке свои щипцы». 1972. Б., оттиск. 100×80.
3. Плакат «Непосильный груз грозит здоровью». 1972. Б., оттиск. 100×80.
4. Плакат «При сварке применяй светофильтры». 1972. Б., оттиск. 100×80.
5. Плакат «Работал без предохранительного пояса». 1972. Б., оттиск. 100×80.
6. Плакат «Цена одной спички». 1972. Б., оттиск. 100×80.

- 1975 год — Зональная выставка произведений ленинградских художников «Наш современник». Государственный Русский музей. ЛОСХ. Ленинград.

1. Плакат «Туризм — это увлекательный полезный отдых».
2. Плакат «Четвёртый жених». Киноплакат, темпера, 100×70, 1974 г.
3. Плакат «Огради люки и проёмы».
4. Плакат «Огради там, где есть опасность». Темпера, 100×70, 1975 г.

- 1975 год — Пятая Республиканская художественная выставка «Советская Россия». Москва. Награждён Памятной медалью.
- 1978 год — Выставка произведений декоративно-оформительского искусства ленинградских художников. ЛОСХ. Ленинград.

1. Оформление ленинградского филиала Центрального музея В. И. Ленина. 1971. Макет 135×90×60.
2. Плакаты по технике безопасности: «Каждому грузу свой строп». Б., темпера, 100×70, 1970 г.; «Каждой поковке свои щипцы». 1970. Б., темпера. 100×70.; «Непосильный груз грозит здоровью». 1970. Б., темпера. 100×70.; «Плохой инструмент злее зверя». 1970. Б., темпера. 100×70.; «Работал без предохранительного пояса». 1970. Б., темпера. 100×70[4].

- 1982 год — Юбилейная выставка «50 лет ЛОСХ». ЛОСХ. Ленинград.
- 1984 год — Посмертная персональная выставка. ЛОСХ. Ленинград.

## Награды
- Памятная медаль «За участие в пятой республиканской художественной выставке „Советская Россия“».
- Почётная грамота главного управления Культуры Исполкома Ленсовета.
- Почётная грамота «В честь 110-й годовщины со дня рождения В. И. Ленина».
- Грамота «За участие в юбилейной выставке „50 лет ЛОСХ“».
- Почётная грамота «В честь 53-й годовщины Великой Октябрьской Социалистической революции».
- Почётная грамота «За активное участие в оформлении выставок в Центральном выставочном зале».